# Rodney Carney
Rodney Dion Carney (Indianápolis, Indiana, 15 de abril de 1984) es un exjugador de baloncesto estadounidense que disputó 5 temporadas en la NBA y varias más en Sudamérica. Con 2,01 metros de altura, jugaba en la posición de alero.

## Carrera

### High School
Asistió a Northwest High School, donde el The Indianapolis Star lo eligió como jugador del año. Formó parte también del equipo All Star de Indiana. Fuera del baloncesto, también demostró sus cualidades como atleta, compitiendo en salto de altitud donde se proclamó campeón del estado de Indiana en su año sénior con una marca personal de 2.11 metros.

### Universidad
Carney se matriculó en la Universidad de Memphis, donde apuntaba maneras ya desde su primera temporada. En 2004-2005 Carney apareció en el segundo quinteto de la Conference USA después de protagonizar una gran campaña liderando a los Tigers en anotación con 16 puntos por partido, además de 5 rebotes. Sin embargo, esta vez ni clasificaron para el torneo final de la NCAA pese a ser campeones de la Conference USA. En 2005, en el NIT (National Invitation Tournament), Memphis alcanzó las semifinales donde perdió ante Saint Joseph's, dejando por el camino a Northeastern, Virginia Tech y Vanderbilt.
En la temporada 2005-2006, Carney estuvo optando por estar en el John R. Wooden Award All-American team hasta media temporada, lo que habla muy bien de su campaña. Carney pasó a jugar 29 minutos en la pasada campaña a jugar 27 en esta, sin embargo pasó de 16 puntos a 17.2 y con mejores porcentajes de tiro. Se convirtió en uno de los mejores jugadores de la Conference USA, donde fue nombrado jugador del año. Su universidad, Memphis, se alzó con el título de la Conference USA en liga regular y se coló en la fase final de la NCAA con un récord de 30-3.
En primera ronda, Carney lideró a Memphis al triunfo ante Oral Roberts (94-78). 
En la segunda ronda, Carney anotó 10 puntos y capturó 4 rebotes en la victoria ante Bucknell (72-56). En la Sweet Sixteen también se deshicieron de Bradley (80-64) con 23 puntos, 4 rebotes y 3 robos de Rodney. En la Elite Eight, Memphis cayó ante UCLA (50-45, curiosamente, anotación más pobre en un partido del torneo NCAA en toda su historia) en un partido para olvidar de Carney, el peor de la temporada con 5 puntos (2-12 en tiro) y 3 rebotes, poniendo fin a una buena temporada en la que Carney se ganó el pase a la NBA aunque no con el colofón esperado.

### NBA
Carney fue elegido por Chicago Bulls en el puesto número 16 de primera la ronda en el draft de 2006. Después del draft lo traspasaron a Philadelphia 76ers junto a una segunda ronda de 2007 por Thabo Sefolosha, que había sido elegido en el n.º 13 en ese mismo draft.
Carney empezó gozando de pocos minutos, y hasta febrero de 2007 andaba en torno a los 3 puntos y 1 rebote por partido, pero su situación mejoró tras la marcha de Allen Iverson y Chris Webber. Incluso Rodney se hizo con un puesto de titular, y cuando esto ocurría sus promedios se iban hasta los 9 puntos y 3 rebotes, cifras interesantes para un novato. En este tiempo, dejó impregnada su faceta de buen defensor mientras empezaba a ganar terreno ofensivamente en el equipo. El 26 de diciembre de 2006 frente a Golden State Warriors cuajó un excelente partido, 25 puntos y 8 rebotes, cifras que no alcanzaba ningún rookie en los 76ers desde Iverson. Acabó la temporada firmando 6.6 puntos y casi 2 rebotes. 
El 9 de julio de 2008 fue traspasado a Minnesota Timberwolves junto con su compañero Calvin Booth. El 8 de septiembre de 2009 regresó a Philadelphia 76ers, para continuar su carrera en los Golden State Warriors tras el acuerdo para la temporada 2010-2011.
El 4 de enero de 2011, fue cortado por los Warriors. firmando poco después, el 21 de febrero, un contrato de 10 días con Memphis Grizzlies.

### PostNBA
[actualizar]

## Estadísticas de su carrera en la NBA

### Temporada regular
| Año     | Equipo       | PJ  | PT | MPP  | %TC  | %3P  | %TL  | RPP | APP | ROB | TPP | PPP |
| ------- | ------------ | --- | -- | ---- | ---- | ---- | ---- | --- | --- | --- | --- | --- |
| 2006-07 | Philadelphia | 67  | 35 | 17.4 | .464 | .347 | .609 | 1.9 | .4  | .6  | .3  | 6.6 |
| 2007-08 | Philadelphia | 70  | 6  | 14.8 | .403 | .317 | .679 | 2.1 | .5  | .6  | .3  | 5.8 |
| 2008-09 | Minnesota    | 67  | 6  | 17.9 | .416 | .350 | .758 | 1.9 | .4  | .7  | .4  | 7.2 |
| 2009-10 | Philadelphia | 68  | 0  | 12.6 | .401 | .304 | .825 | 2.0 | .5  | .4  | .3  | 4.7 |
| 2010-11 | Golden State | 25  | 1  | 13.2 | .421 | .459 | .667 | 1.9 | .4  | .4  | .2  | 5.0 |
| 2010-11 | Memphis      | 2   | 0  | 2.5  | .333 | .000 | .000 | .5  | .0  | .5  | .0  | 1.0 |
| Total   | Total        | 299 | 48 | 15.4 | .422 | .338 | .704 | 2.0 | .4  | .5  | .3  | 5.9 |

### Playoffs
| Año   | Equipo       | PJ | PT | MPP  | %TC  | %3P  | %TL  | RPP | APP | ROB | TPP | PPP |
| ----- | ------------ | -- | -- | ---- | ---- | ---- | ---- | --- | --- | --- | --- | --- |
| 2008  | Philadelphia | 6  | 0  | 14.0 | .387 | .500 | .500 | 1.2 | .8  | 1.2 | .3  | 5.0 |
| Total | Total        | 6  | 0  | 14.0 | .387 | .500 | .500 | 1.2 | .8  | 1.2 | .3  | 5.0 |

## Vida personal
La madre de Carney, DeAndra Ware, fue una velocista de clase mundial que posee el récord mundial en pista cubierta, con 60 yardas y 55 metros, y hubiera competido en los Juegos Olímpicos de Moscú 1980 de no ser del boicoteo estadounidense. El hecho que su madre no pudiera competir en las Olimpiadas motivó a Rodney a jugar en la NBA. DeAndra fue también campeona del estado de Indiana en 100 m y 200 m. Su hermano, Ron Slay, fue una estrella del baloncesto en la Universidad de Tennessee y jugó como profesional en Europa.